# Pseudocheirodon
Pseudocheirodon is een geslacht van straalvinnige vissen uit de familie van de karperzalmen (Characidae).

## Soorten
- Pseudocheirodon arnoldi (Boulenger, 1909)
- Pseudocheirodon terrabae Bussing, 1967